# Веслі Джонсон (баскетболіст)
Веслі Джамарр Джонсон (англ. Wesley JaMarr Johnson, нар. 11 липня 1987, Корсікана, Техас, США) — американський професіональний баскетболіст, легкий форвард і атакувальний захисник.

## Ігрова кар'єра
На університетському рівні грав за команду Айова Стейт (2006—2008) та Сірак'юс (2009—2010). 2010 року був визнаний найкращим баскетболістом року конференції Big East та був включений до першої збірної NCAA.
Того ж року був обраний у першому раунді драфту НБА під загальним 4-м номером командою «Міннесота Тімбервулвз». Захищав кольори команди з Міннесоти протягом наступних 2 сезонів. 18 березня 2011 року провів найрезультативніший матч у кар'єрі, набравши 29 очок у грі проти «Лос-Анджелес Лейкерс».
З 2012 по 2013 рік грав у складі «Фінікс Санз».
2013 року перейшов до «Лос-Анджелес Лейкерс», у складі якої провів наступні 2 сезони своєї кар'єри.
2015 року став гравцем «Лос-Анджелес Кліпперс».
15 жовтня був обміняний до складу «Нью-Орлінс Пеліканс» на Алексі Аженса.
7 лютого 2019 року був обміняний до «Вашингтон Візардс» на Маркіффа Морріса та майбутній драфт-пік. 5 квітня був відрахований з клубу.
22 липня 2019 року підписав однорічний контракт з грецьким «Панатінаїкосом». Став чемпіоном Греції у складі команди.

## Статистика виступів в НБА

### Регулярний сезон
| Сезон             | Команда                 | GP  | GS  | MPG  | FG%  | 3P%  | FT%  | RPG | APG | SPG | BPG | PPG |
| ----------------- | ----------------------- | --- | --- | ---- | ---- | ---- | ---- | --- | --- | --- | --- | --- |
| 2010–11           | «Міннесота Тімбервулвз» | 79  | 63  | 26.2 | .397 | .356 | .696 | 3.0 | 1.9 | .7  | .7  | 9.0 |
| 2011–12           | «Міннесота Тімбервулвз» | 65  | 64  | 22.6 | .398 | .314 | .706 | 2.7 | .9  | .5  | .7  | 6.0 |
| 2012–13           | «Фінікс Санз»           | 50  | 21  | 19.1 | .407 | .323 | .771 | 2.5 | .7  | .4  | .4  | 8.0 |
| 2013–14           | «Лос-Анджелес Лейкерс»  | 79  | 62  | 28.4 | .425 | .369 | .792 | 4.4 | 1.6 | 1.1 | 1.0 | 9.1 |
| 2014–15           | «Лос-Анджелес Лейкерс»  | 76  | 59  | 29.5 | .414 | .351 | .804 | 4.2 | 1.6 | .8  | .6  | 9.9 |
| 2015–16           | «Лос-Анджелес Кліпперс» | 80  | 9   | 20.8 | .404 | .333 | .652 | 3.1 | .6  | 1.1 | .7  | 6.9 |
| 2016–17           | «Лос-Анджелес Кліпперс» | 68  | 3   | 11.9 | .365 | .246 | .647 | 2.7 | .3  | .4  | .4  | 2.7 |
| 2017–18           | «Лос-Анджелес Кліпперс» | 74  | 40  | 20.1 | .408 | .339 | .741 | 2.9 | .8  | 1.0 | .8  | 5.4 |
| 2018–19           | «Нью-Орлінс Пеліканс»   | 26  | 13  | 14.5 | .398 | .380 | .667 | 2.1 | .6  | .5  | .3  | 3.7 |
| 2018–19           | «Вашингтон Візардс»     | 12  | 0   | 13.1 | .250 | .231 | .700 | 1.5 | .6  | .2  | .4  | 2.8 |
| Усього за кар'єру | Усього за кар'єру       | 609 | 334 | 22.1 | .404 | .337 | .741 | 3.2 | 1.1 | .8  | .7  | 7.0 |

### Плей-оф
| Сезон             | Команда                 | GP | GS | MPG  | FG%  | 3P%  | FT%   | RPG | APG | SPG | BPG | PPG |
| ----------------- | ----------------------- | -- | -- | ---- | ---- | ---- | ----- | --- | --- | --- | --- | --- |
| 2016              | «Лос-Анджелес Кліпперс» | 6  | 0  | 12.8 | .357 | .333 | 1.000 | 3.0 | .3  | .2  | .7  | 2.7 |
| 2017              | «Лос-Анджелес Кліпперс» | 3  | 0  | 3.6  | .000 | .000 | .500  | .7  | .0  | .3  | .0  | .3  |
| Усього за кар'єру | Усього за кар'єру       | 9  | 0  | 9.7  | .357 | .333 | .800  | 2.2 | .2  | .2  | .4  | 1.9 |